# Contea di Tharaka-Nithi
La contea di Tharaka-Nithi è una della 47 contee del Kenya situata nell'ex provincia Orientale.